# Diplazium tungurahuae x remotum
Diplazium tungurahuae x remotum là một loài dương xỉ trong họ Athyriaceae. Loài này được C. Chr. X Feé mô tả khoa học đầu tiên..
Danh pháp khoa học của loài này chưa được làm sáng tỏ. 